# Maksim Kuznetsov
Maksim Romanovitj Kuznetsov, ryska: Максим Романович Кузнецов, född 24 mars 1977, är en rysk-kazakisk före detta professionell ishockeyspelare som tillbringade fyra säsonger i den nordamerikanska ishockeyligan National Hockey League (NHL), där han spelade för ishockeyorganisationerna Detroit Red Wings och Los Angeles Kings. Han producerade tio poäng (två mål och åtta assists) samt drog på sig 137 utvisningsminuter på 136 grundspelsmatcher. Kuznetsov spelade också för Traktor Tjeljabinsk i Kontinental Hockey League (KHL) och HK Dynamo Moskva (även i International Ice Hockey League (IHL)), SKA Sankt Petersburg, Avangard Omsk och HK Vitjaz Tjechov i ryska superligan och på lägre nivåer för Adirondack Red Wings, Cincinnati Mighty Ducks och Manchester Monarchs i American Hockey League (AHL).
Han draftades i första rundan i 1995 års draft av Detroit Red Wings som 26:e spelaren totalt.
Kuznetsov vann Stanley Cup med Red Wings för säsongen 2001-2002, han fick dock inte sitt namn ingraverad på Stanley Cup-pokalen på grund av att han spelade för få matcher.

## Statistik
| 1994–1995  | HK Dynamo Moskva        | IHL        | 11  | 0  | 0  | 0  | 8   | — | — | — | — | — |
| 1995–1996  | HK Dynamo Moskva        | IHL        | 9   | 1  | 1  | 2  | 22  | — | — | — | — | — |
| 1996–1997  | HK Dynamo Moskva        | RSL        | 23  | 0  | 2  | 2  | 16  | — | — | — | — | — |
|            | Adirondack Red Wings    | AHL        | 2   | 0  | 1  | 1  | 6   | 2 | 0 | 0 | 0 | 0 |
| 1997–1998  | Adirondack Red Wings    | AHL        | 51  | 5  | 5  | 10 | 43  | 3 | 0 | 1 | 1 | 4 |
| 1998–1999  | Adirondack Red Wings    | AHL        | 60  | 0  | 4  | 4  | 30  | 3 | 0 | 0 | 0 | 0 |
| 1999–2000  | Cincinnati Mighty Ducks | AHL        | 47  | 2  | 9  | 11 | 36  | — | — | — | — | — |
| 2000–2001  | Detroit Red Wings       | NHL        | 25  | 1  | 2  | 3  | 23  | — | — | — | — | — |
| 2001–2002  | Detroit Red Wings       | NHL        | 39  | 1  | 2  | 3  | 40  | — | — | — | — | — |
|            | Cincinnati Mighty Ducks | AHL        | 7   | 1  | 0  | 1  | 4   | — | — | — | — | — |
| 2002–2003  | Detroit Red Wings       | NHL        | 53  | 0  | 3  | 3  | 54  | — | — | — | — | — |
|            | Los Angeles Kings       | NHL        | 3   | 0  | 0  | 0  | 0   | — | — | — | — | — |
| 2003–2004  | Los Angeles Kings       | NHL        | 16  | 0  | 1  | 1  | 20  | — | — | — | — | — |
|            | Manchester Monarchs     | AHL        | 39  | 2  | 8  | 10 | 57  | 2 | 0 | 0 | 0 | 4 |
| 2004–2005  | HK Dynamo Moskva        | RSL        | 10  | 0  | 0  | 0  | 24  | — | — | — | — | — |
|            | SKA Sankt Petersburg    | RSL        | 34  | 4  | 6  | 10 | 72  | — | — | — | — | — |
| 2005–2006  | Avangard Omsk           | RSL        | 6   | 0  | 1  | 1  | 6   | — | — | — | — | — |
|            | SKA Sankt Petersburg    | RSL        | 15  | 1  | 0  | 1  | 26  | 3 | 0 | 0 | 0 | 4 |
| 2006–2007  | SKA Sankt Petersburg    | RSL        | 14  | 0  | 1  | 1  | 12  | — | — | — | — | — |
| 2007–2008  | HK Vitjaz Tjechov       | RSL        | 31  | 2  | 1  | 3  | 67  | — | — | — | — | — |
| 2008–2009  | Traktor Tjeljabinsk     | KHL        | 10  | 0  | 0  | 0  | 16  | — | — | — | — | — |
| NHL totalt | NHL totalt              | NHL totalt | 136 | 2  | 8  | 10 | 137 | — | — | — | — | — |
| KHL totalt | KHL totalt              | KHL totalt | 10  | 0  | 0  | 0  | 16  | — | — | — | — | — |
| IHL totalt | IHL totalt              | IHL totalt | 20  | 1  | 1  | 2  | 30  | — | — | — | — | — |
| RSL totalt | RSL totalt              | RSL totalt | 133 | 7  | 11 | 18 | 223 | 2 | 0 | 0 | 0 | 6 |
| AHL totalt | AHL totalt              | AHL totalt | 206 | 10 | 27 | 37 | 176 | 3 | 0 | 0 | 0 | 4 |